# 圣奥斯定圣殿 (安纳巴)
圣奥斯定圣殿（Basilica St Augustine）是位于阿尔及利亚安纳巴的宗座圣殿。
该圣殿于1881年奠基，1900年竣工。1914年晋级为宗座圣殿。该圣殿因圣奥斯定而闻名。

## 参看
- 安纳巴